# Parc historique national de Kaloko-Honokōhau
Le parc historique national de Kaloko-Honokōhau (anglais : Kaloko-Honokōhau National Historic Park) est un parc historique national des États-Unis situé sur l'île d'Hawaï dans l'État du même nom. Il inclut un site archéologique classé National Historic Landmark connu sous le nom d'établissement Honokōhau. Le parc a été créé le 10 novembre 1978 pour la préservation, la protection et l'interprétation de la culture et des activités traditionnelles des Hawaïens.